# René Riefa
René Riefa est un footballeur professionnel né le 27 juin 1945 à Valréas.
Il mesure 1,65 m et pèse 62 kg. Il évoluait au poste de milieu de terrain.

## Clubs
- 1965-1966 :  Avignon (D2) : 36 matchs, 10 buts[1]
- 1966-1967 :  Avignon (D2) : 34 matchs, 8 buts
- 1967-1968 :  Avignon (D2) : 32 matchs, 4 buts
- 1968-1969 :  Avignon (D2) : 40 matchs, 10 buts
- 1969-1970 :  Avignon (D2) : 27 matchs, 5 buts
- 1970-1971 :  Avignon (D2) : 28 matchs, 12 buts
- 1971-1972 :  Avignon (D2) : 26 matchs, 6 buts
- 1972-1973 :  Lille OSC (D2) : 28 matchs, 2 buts
- 1973-1974 :  Lille OSC (D2) : 21 matchs, 4 buts
- 1974-1975 :  Lille OSC (D1) : 25 matchs, 3 buts
- 1975-1976 :  Besançon (D2) : 28 matchs, 2 buts

## Palmarès
- Champion de D2 avec le Lille OSC en 1974